# برمایه (گاو)
بَرمایَه (پَرمایَه) یا برماین که برخی آن را با ضمّهٔ نخست و به صورت پُرمایه هم خوانده‌اند، در شاهنامه نام گاوی مهربان که فریدون با شیر او پرورده شد ولی ضحاک او را بخاطر اینکه فریدون از شیر او پرورش یافته، کشت.

## برمایه در شاهنامه
در شاهنامه، فریدون از نژاد جمشید است و پدرش آبتین از قربانیان ضحاک به‌شمار می‌آید. به همین دلیل مادر فریدون یعنی فرانک، او را به دور از چشم ضحاک به یاری این گاو نامور، در بیشه اسپروز پرورش می‌دهد. بعدها ضحاک برمایه را نابود می‌سازد. فردوسی در ابیات زیر، از این حیوان عجیب چنین یاد کرده‌است:
| همان گاو کَش نام برمایه بود   |  | ز گاوان ورا برترین پایه بود |
| ز مادر جدا شد چو طاووس نر    |  | به هر موی بر تازه رنگی دگر  |
| شده انجمن بر سرش بخردان      |  | ستاره شناسان و هم موبدان    |
| که کس در جهان گاو چونان ندید |  | نه از پیر سر کار دانان شنید |

## برمایه در کوش نامه
در کوش نامه، برماین وزیر دانای سلکت (فرمانده دژ دماوند) است که آبتین، فریدون را به او سپرده تا فرزندش را بزرگ کند و دانش خودش را به فریدون انتقال دهد. سلکت و برماین، کاخی در کوه برای فریدون ساختند و تمامی افلاک و ستارگان را بر دیوار و سقف آن نقش کردند. دانشمندان برای آموزش فریدون به آن کاخ می رفتند و برای همین موارد، شیر را کنایه از دانش میدانیم و گاو نیز همان تخت و گاهی هست که برای او ساختند. پس اینگونه است که می گویند فریدون شیر از گاو برماین خورده است.
ایرانشان در ابیات زیر، از این موضوع چنین یاد کرده‌است:
| چنین گفت هرکس ز مردان مرد   |  | که از گاو بر مایه او شیر خورد |
| سخن گر تو از عام خواهی شنود |  | ندانی شنودن بدان سان که بود   |
| همی شیر دانش نماید به راز   |  | همان گاه را گاو گویند باز     |
| فریدون از آن گاه دانش گشاد  |  | که برماین آن را به دانش نهاد  |
| دگر هرکه را دانش آمد به دست |  | بگوید که بر گاه خسرو نشست     |